# Saint-Fargeau (gemeente)
Saint-Fargeau is een gemeente in het Franse departement Yonne (regio Bourgogne-Franche-Comté) en telt 1693 inwoners (2004). De plaats maakt deel uit van het arrondissement Auxerre.

## Geografie
De oppervlakte van Saint-Fargeau bedraagt 78,5 km², de bevolkingsdichtheid is 21,6 inwoners per km².
De onderstaande kaart toont de ligging van Saint-Fargeau (gemeente) met de belangrijkste infrastructuur en aangrenzende gemeenten.

## Demografie
Onderstaande figuur toont het verloop van het inwonertal (bron: INSEE-tellingen).

## Sport
Saint-Fargeau was één keer etappeplaats in de wielerkoers Ronde van Frankrijk. In 2009 was de Brit Mark Cavendish er ritwinnaar.